# 浙海关住宅楼
29°52′56.48″N 121°33′27.67″E / 29.8823556°N 121.5576861°E
浙海关住宅楼位于浙江省宁波市江北区中马路166号，是浙海关在宁波江北岸建造的海关高级职员住宅及部分办公用房。建筑为两层西式建筑，北靠中马路，面朝甬江。2023年9月1日，浙海关住宅楼被列入宁波市文物保护单位。